# Gare de Zandvoorde
La gare de Zaandvoorde est une ancienne halte ferroviaire belge de la ligne 50A, de Bruxelles à Ostende située à Zandvoorde ancien village désormais intégré à la ville d'Ostende située en Région flamande dans la province de Flandre-Occidentale.
Elle est mise en service en 1890 par les Chemins de fer de l’État belge et ferme à tous trafics en 1984.

## Situation ferroviaire
La gare de Zandvoorde se trouvait au point kilométrique (PK) 109,90 de la ligne 50A, de Bruxelles à Ostende, entre la gare fermée d’Oudenburg et celle d’Ostende.

## Histoire
La halte de Zandvoorde est mise en service, le 1er juin 1890 par l’Administration des chemins de fer de l’État belge (future SNCB).
Simple point d'arrêt administré depuis la gare d'Oudenburg, devient une halte à part entière le 1er mai 1903, dotée d'un bâtiment des recettes de plan type 1893 doté d'une aile de six travées à gauche.
Ce bâtiment n'existe plus en 1980. Un abri de quai en plaques de béton assure l'accueil des voyageurs et la maison de garde-barrière, du type le plus récent (en T) est encore présente à cette époque. Aucun vestige ne subsiste désormais.
L'usine de l'Union Chimique Belge (UCB) se trouvait à proximité immédiate. La SNCB, arguant du déclin du trafic des voyageurs, décida de fermer toutes les gares de la ligne 50A entre Bruges et Ostende avant l'instauration du Plan IC-IR, le 3 juin 1984.